# 전주이씨 태안군파 묘역
전주이씨태안군파묘역(全州李氏泰安君派墓域)은 대한민국 경기도 성남시 분당구 정자동에 있는, 태안군 이팽수와 그의 증손인 이경인을 모신 묘역이다. 1989년 12월 29일 경기도의 기념물 제118호로 지정되었다.

## 개요
태안군 이팽수와 그의 증손인 이경인을 모신 묘역이다.
태안군은 성종의 제12남인 무산군의 다섯째 아들로 선조 25년(1592) 임진왜란 때 왕을 호위한 공을 인정 받아 호성공신에 봉해졌다. 이경인은 태안군의 증손으로 이천도호부사 등을 역임하였다.
2개의 봉분으로 부인 안산 김씨와의 합장묘이며, 두 봉분의 중앙 앞에는 묘비·상석·향로석이 있고 좌우로 문인석이 배열되어 있다. 묘비는 선조 30년(1597)에 세운 것이다. 이 묘역은 원래 정자동 산 11-1에 있었으나 1991년 발굴 조사를 거쳐 정자동 34-4로 이장한 것이다.
이경인은 태안군의 증손으로 이천도호부사 등을 역임하였다.
묘 앞에는 묘비·상석·향로석이 있고, 좌우로 망주석과 문인석이 각 1쌍씩 배열되어 있다. 묘비는 숙종 22년(1696)에 세웠는데 마모가 심해서 비문을 알 수 없다.

## 같이 보기
- 이경인

## 참고 문헌
- 전주이씨태안군파묘역 - 국가유산청 국가유산포털